# Mesochorus schwarzi
Mesochorus schwarzi är en stekelart som beskrevs av Schwenke 1999. Mesochorus schwarzi ingår i släktet Mesochorus och familjen brokparasitsteklar. Inga underarter finns listade i Catalogue of Life.